# Clofenamide
Clofenamide (hoặc diumide) là một thuốc lợi tiểu sulfonamide trần thấp.